# David B. Hill

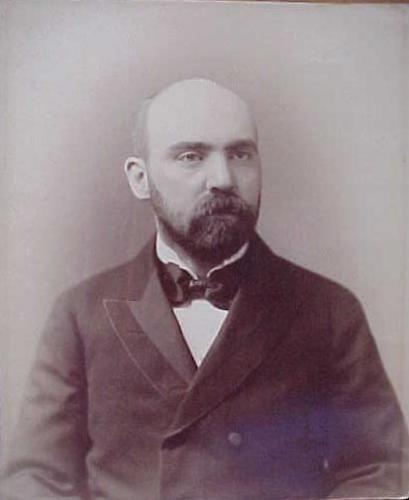
David B. Hill, fotografi tagit någon gång under 1890-talet

David Bennett Hill, född 29 augusti 1843 i Havana (numera Montour Falls), New York, död 20 oktober 1910 i Albany, New York, var en amerikansk demokratisk politiker.
Han var Grover Clevelands viceguvernör i New York 1883-1884. Hill blev guvernör i New York 1885 efter att Cleveland tillträdde som USA:s president. Han var guvernör till 1892 och därefter ledamot av USA:s senat från New York 1892-1897.
Under Hills tid som guvernör blev William Kemmler avrättad i elektriska stolen i Auburn, New York. Avrättningen som skedde 1890 var den första där elektriska stolen användes för att avrätta en människa. New York blev därmed den första delstaten i USA och först i världen med att ta den nya avrättningsmetoden i bruk.
Hills grav finns på Montour Cemetery i Montour Falls.